# Celso Piña: el rebelde del acordeón
Celso Piña: el rebelde del acordeón es una película documental mexicana del año 2012, dirigida por Alfredo Marrón Santander y producida por Once TV México. A través de testimonios y material de archivo, dan a conocer los orígenes y la trayectoria del músico Celso Piña, y la popularidad de la cumbia colombiana en el barrio regiomontano de Independencia, donde Piña creció. El largometraje cuenta con apariciones de músicos como Rubén Albarrán, Natalia Lafourcade y Álex Lora, y tiene una duración de 76 minutos.

## Equipo de producción
El equipo de producción estuvo conformado por:
- Dirección: Alfredo Marrón Santander
- Producción ejecutiva: Alfonso Hurtado Ruiz
- Producción: Alfredo Marrón Santander y Alfonso Hurtado Ruiz
- Guion: Alfredo Marrón Santander y Alfonso Hurtado Ruiz
- Fotografía: César Gutiérrez Miranda
- Edición: Alejandro Arriaga
- Sonido: Pablo Fernández
- Música: Celso Piña

## Reparto
Entre las personas que aparecen en la película, se encuentran:
- Celso Piña.
- Rubén Albarrán.
- Natalia Lafourcade.
- Álex Lora.
- Javier Solórzano.
- Grupo Latino.
- Sin Bandera.
- Bronco.

## Locaciones
- Monterrey.
- Ciudad de México.

## Estreno
Su estreno se llevó a cabo en la edición 2012 del Festival Internacional Docs DF, dónde fue finalista en la categoría de mejor largometraje mexicano.

## Muestras en festivales
En 2013, fue presentada en el 28.º Festival Internacional de Cine de Guadalajara, como parte de la muestra Son de Cine; en el 2.º Festival Internacional de Cine del Centro Histórico de Toluca; y en la clausura del 5.º Hola México Film Festival, en Los Ángeles, California.

## Premios y postulaciones

### 7.º Festival Internacional Docs DF
| Categoría                   | Persona(s)               | Resultado | Ref.  |
| --------------------------- | ------------------------ | --------- | ----- |
| Mejor largometraje mexicano | Alfredo Marrón Santander | Finalista | [ 4 ] |

### Premio Pantalla de Cristal 2012
| Categoría     | Persona(s)        | Resultado | Ref.  |
| ------------- | ----------------- | --------- | ----- |
| Mejor edición | Alejandro Arriaga | Ganador   | [ 4 ] |

### 9.° Festival Internacional de Cine de Monterrey
| Categoría                              | Persona(s)               | Resultado | Ref.  |
| -------------------------------------- | ------------------------ | --------- | ----- |
| Mejor largometraje documental mexicano | Alfredo Marrón Santander | Ganador   | [ 3 ] |